# Src-hämmare

Kemisk struktur av tirbanibulin

Src-hämmare är en klass av hämmare som riktar sig mot Src-kinasfamiljen av tyrosinkinas, vilken transkriberas av Src proto-onkogenen (förkortning för "sarkomgen") som potentiellt inducerar maligna transformationer av vissa celler. På grund av Src kinasets avgörande position i celler är Src-hämmare potentiella antineoplastiska medel för t.ex. bukspottkörtelcancer, bröstcancer och magcancer.

## Exempel
- Tirbanibulin är en oral src-hämmare och den första kliniska hämmaren med GI50 på 9–60 nM i cancercellinjer.[2]
- Bosutinib har utvecklats av Pfizer för behandling av kronisk myeloisk leukemi.
- Saracatinib, den första Src-hämmaren som visar hämning av Src-vägen i mänsklig tumörvävnad, har antitumöraktivitet ensamt eller i kombination med kemoterapeutiska medel.[3]

Kemisk struktur av PP1

- PP1, PP2 (kinashämmare) är båda hämmare av Lck och FynT.[4][5]
- Dasatinib[1] [6]